# Хельги Сигурдссон
Хельги Сигурдссон (исл. Helgi Sigurðsson; род. 17 сентября 1974, Рейкьявик) — исландский футболист, выступавший на позиции нападающего, тренер ФК «Вестманнаэйяр».

## Биография

### Игровая карьера
Выступал на протяжении своей карьеры за исландские клубы «Викингур», «Фрам», «Валюр» и «Афтурельдинг», в 1991 году стал чемпионом Исландии в составе «Викингура». В Германии выступал за «Штутгарт» и берлинскую «Теннис-Боруссию». В 1997—1999 годах выступал за «Стабек», выиграв Кубок Норвегии в 1998 году и забив два гола в финале (позже играл там за «Люн»). В 1999 году стал игроком «Панатинаикоса», сыграв один матч в Лиге чемпионов 2000/2001 против «Валенсии» и выйдя на замену вместо Никоса Либеропулоса. С февраля 2004 по 2006 годы играл за «Орхус», затем ушёл во «Фрам». Через год он перешёл в «Валюр», выиграв с ним чемпионат Исландии — 20-й по счёту и первый за 20 лет (в 18 играх забил 12 голов) — и став футболистом года в чемпионате Исландии. В конце карьеры играл за «Викингур», «Фрам» и «Афтурельдинг».
Дебютировал за сборную Исландии 31 августа 1993 года в матче против сборной США, выйдя на замену вместо Арнора Гудьонсена (поражение 0:1). 24 апреля 1994 года в товарищеском матче против США забил первый гол (победа 2:1), всего за карьеру провёл 62 матча и забил 10 голов. 16 марта 2008 года провёл последнюю в карьере игру за сборную против Фарерских островов (3:0).

### Тренерская карьера
В середине 2015 года Хельги стал помощником тренера клуба «Викингур» Милоша Милоевича. В сентябре 2016 года он стал тренером команды до 18 лет, выиграв с ней чемпионат Исландии среди юниорских составов благодаря победе над «Брейдабликом» 1:0 в финале. После завершения чемпионата Исландии 2016 года он покинул клуб, уйдя в «Филкир».

## Достижения
- Чемпион Исландии: 1991, 2007
- Обладатель Кубка Исландии: 2013
- Обладатель Кубка Норвегии: 1998
- Футболист года в Исландии: 2007